# Puerto de Nueva Orleans
El puerto de Nueva Orleans (en inglés: Port of New Orleans) es un puerto ubicado en Nueva Orleans, Luisiana. Es el sexto puerto más grande de los Estados Unidos por volumen de carga manejada, el segundo más grande del estado después del puerto del sur de Luisiana, y el 13º más grande en los EE. UU. basándose en el valor de la carga. También tiene el muelle más largo del mundo, que es de 3,4 km de largo y tiene capacidad para 15 buques al mismo tiempo. El puerto de Nueva Orleans maneja alrededor de 62 millones de toneladas de carga al año. El puerto también maneja alrededor de 50.000 barcazas y 700.000 pasajeros de cruceros por año con varios barcos de Carnival, Royal Caribbean y Norwegian Cruise Lines por lo que es uno de los puertos de cruceros de primera clase de la nación.